# Les Noës-près-Troyes

Les Noës-près-Troyes este o comună în departamentul Aube din nord-estul Franței. În 1 ianuarie 2022 avea o populație de 3.260 de locuitori.